# Liste der Starts vom Space Launch Complex 41

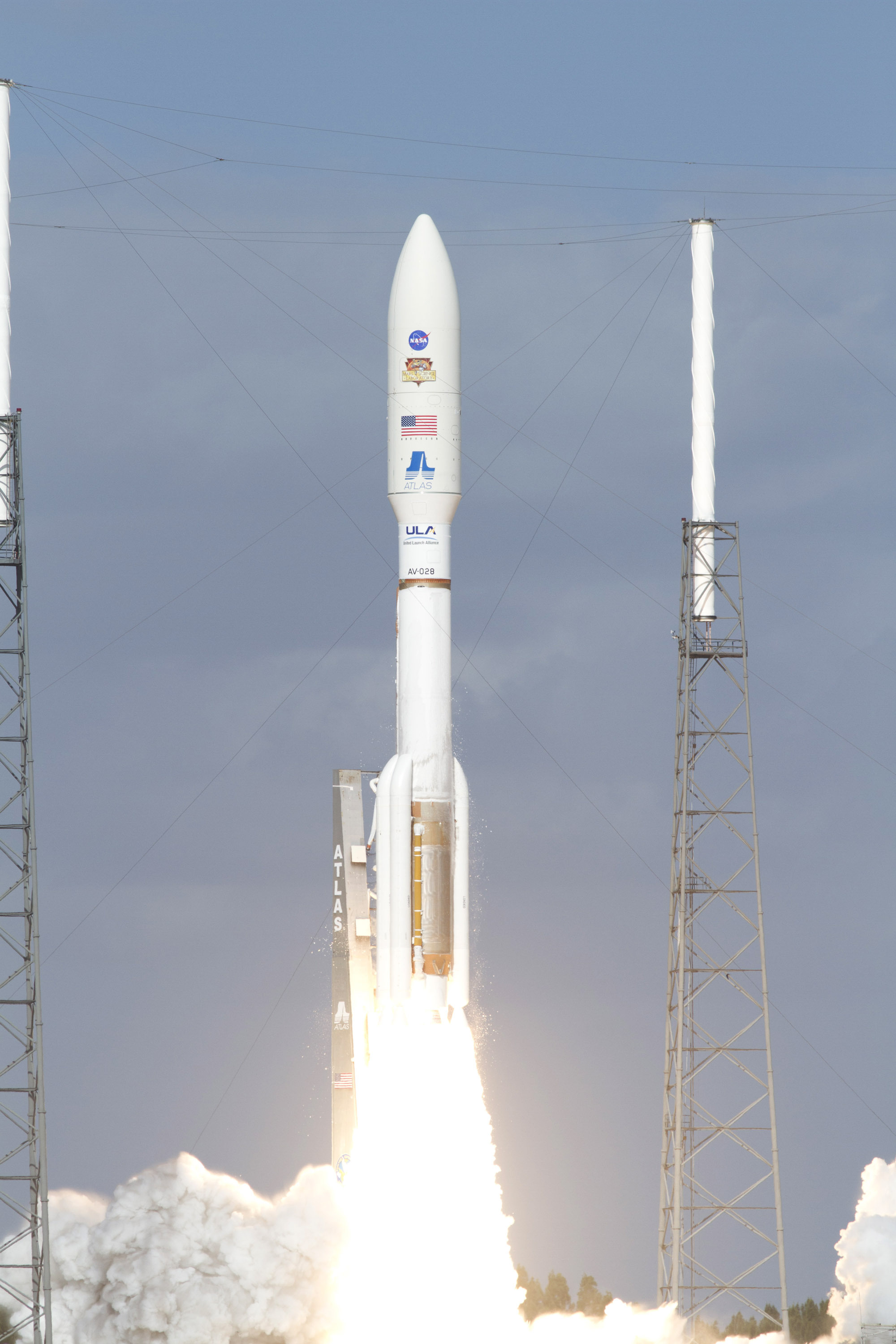
Start einer Atlas-V-Rakete am 26. November 2011

Dies ist eine vollständige Liste der Raketenstarts vom Space Launch Complex 41 der Cape Canaveral Space Force Station.

## Startliste

### Titan-Starts
| Start Nr. | Startdatum (UTC) | Raketentyp | S/N | Nutzlast | Art der Nutzlast | Umlaufbahn 1 | Anmerkungen |
| 1965 – 1966 – 1967 – 1968 – 1969 – 1974 – 1975 – 1976 – 1977 – 1989 – 1990 – 1994 – 1995 – 1996 – 1997 – 1998 – 1999 | 1965 – 1966 – 1967 – 1968 – 1969 – 1974 – 1975 – 1976 – 1977 – 1989 – 1990 – 1994 – 1995 – 1996 – 1997 – 1998 – 1999 | 1965 – 1966 – 1967 – 1968 – 1969 – 1974 – 1975 – 1976 – 1977 – 1989 – 1990 – 1994 – 1995 – 1996 – 1997 – 1998 – 1999 | 1965 – 1966 – 1967 – 1968 – 1969 – 1974 – 1975 – 1976 – 1977 – 1989 – 1990 – 1994 – 1995 – 1996 – 1997 – 1998 – 1999 | 1965 – 1966 – 1967 – 1968 – 1969 – 1974 – 1975 – 1976 – 1977 – 1989 – 1990 – 1994 – 1995 – 1996 – 1997 – 1998 – 1999 | 1965 – 1966 – 1967 – 1968 – 1969 – 1974 – 1975 – 1976 – 1977 – 1989 – 1990 – 1994 – 1995 – 1996 – 1997 – 1998 – 1999 | 1965 – 1966 – 1967 – 1968 – 1969 – 1974 – 1975 – 1976 – 1977 – 1989 – 1990 – 1994 – 1995 – 1996 – 1997 – 1998 – 1999 | 1965 – 1966 – 1967 – 1968 – 1969 – 1974 – 1975 – 1976 – 1977 – 1989 – 1990 – 1994 – 1995 – 1996 – 1997 – 1998 – 1999 |
| 1965 | 1965 | 1965 | 1965 | 1965 | 1965 | 1965 | 1965 |
| --- | --- | --- | --- | --- | --- | --- | --- |
| 1. | 21. Dezember 1965 14:00                                                                                              | Titan-3C | 3C-8 | Transtage 8 LES-3, -4 OV2-3 OSCAR 4                                                                                  | Raketenoberstufen-Testflug zwei Experimentalsatelliten Experimentalsatellit Amateurfunksatellit                      | GTO (geplant) HEO (erreicht)                                                                                         | Teilerfolg Transtage-Oberstufe versagt bei der dritten Zündung, niedrigerer Orbit erreicht als geplant.              |
| 1966 | | | | | | | |
| 2. | 16. Juni 1966 14:00                                                                                                  | Titan-3C | 3C-11 | IDCSP-1 bis -7 GGTS-1                                                                                                | sieben Kommunikationssatelliten Experimentalsatellit                                                                 | Nahe GSO | Erfolg |
| 3. | 26. August 1966 13:59                                                                                                | Titan-3C | 3C-12 | IDCSP-(8) bis -(14) GGTS-2                                                                                           | sieben Kommunikationssatelliten Experimentalsatellit                                                                 | Nahe GSO | Fehlschlag Nutzlastverkleidung kollabiert bei T+78 S. Selbstzerstörung bei T+83 S.                                   |
| 1967 | | | | | | | |
| 4. | 18. Januar 1967 14:19                                                                                                | Titan-3C | 3C-13 | IDCSP-8 bis -15 | acht Kommunikationssatelliten                                                                                        | Nahe GSO | Erfolg |
| 5. | 28. April 1967 10:01                                                                                                 | Titan-3C | 3C-10 | Vela 4A, 4B ORS-4 OV5-1, -3                                                                                          | zwei Überwachungssatelliten Experimentalsatellit zwei Experimentalsatelliten                                         | HEO | Erfolg |
| 6. | 1. Juli 1967 13:15                                                                                                   | Titan-3C | 3C-14 | IDCSP-16 bis -19 DATS LES-5 DODGE                                                                                    | vier Kommunikationssatelliten Experimentalsatellit                                                                   | Nahe GSO | Erfolg |
| 1968 | | | | | | | |
| 7. | 13. Juni 1968 14:03                                                                                                  | Titan-3C | 3C-16 | IDCSP-20 bis -27 | acht Kommunikationssatelliten                                                                                        | Nahe GSO | Erfolg |
| 8. | 26. September 1968 07:37                                                                                             | Titan-3C | 3C-5 | LES-6 OV2-5 OV5-2, -4                                                                                                | Experimentalsatellit zwei Experimentalsatelliten                                                                     | GSO | Erfolg |
| 1969 | | | | | | | |
| 9. | 9. Februar 1969 21:09                                                                                                | Titan-3C | 3C-17 | TACOMSAT | Kommunikationssatellit                                                                                               | GSO | Erfolg |
| 10. | 23. Mai 1969 07:57                                                                                                   | Titan-3C | 3C-15 | Vela 5A, 5B OV5-5, -6, -9                                                                                            | zwei Überwachungssatelliten drei Experimentalsatelliten                                                              | HEO | Erfolg |
| 1974 | | | | | | | |
| 11. | 11. Februar 1974 13:48                                                                                               | Titan-3E/Centaur-D1T                                                                                                 | 23E-1/TC-1 | SPHINX | Forschungssatellit                                                                                                   | Nahe GSO | Fehlschlag Fehlfunktion der Centaur-Turbopumpe. Selbstzerstörung bei T+525 Sek.                                      |
| 12. | 10. Dezember 1974 07:11                                                                                              | Titan-3E/Centaur-D1T/Star-37E                                                                                        | 23E-2/TC-2 | Helios 1 | Sonnenforschungssonde                                                                                                | Fluchtbahn | Erfolg |
| 1975 | | | | | | | |
| 13. | 20. August 1975 21:22                                                                                                | Titan-3E/Centaur-D1T                                                                                                 | 23E-4/TC-4 | Viking 1 | Marsforschungssonde                                                                                                  | Fluchtbahn | Erfolg |
| 14. | 9. September 1975 18:39                                                                                              | Titan-3E/Centaur-D1T                                                                                                 | 23E-3/TC-3 | Viking 2 | Marsforschungssonde                                                                                                  | Fluchtbahn | Erfolg |
| 1976 | | | | | | | |
| 15. | 15. Januar 1976 05:34                                                                                                | Titan-3E/Centaur-D1T/Star-37E                                                                                        | 23E-5/TC-5 | Helios 2 | Sonnenforschungssonde                                                                                                | Fluchtbahn | Erfolg |
| 1977 | | | | | | | |
| 16. | 20. August 1977 14:29                                                                                                | Titan-3E/Centaur-D1T/Star-37E                                                                                        | 23E-7/TC-7 | Voyager 2 | Raumsonde | Fluchtbahn | Erfolg |
| 17. | 5. September 1977 12:56                                                                                              | Titan-3E/Centaur-D1T/Star-37E                                                                                        | 23E-6/TC-6 | Voyager 1 | Raumsonde | Fluchtbahn | Erfolg |
| 1989 | | | | | | | |
| 18. | 14. Juni 1989 13:18                                                                                                  | Titan-4(02)A/IUS | K-1/IUS-8 | DSP-14 (USA 39) | Aufklärungssatellit                                                                                                  | GEO | Erfolg |
| 1990 | | | | | | | |
| 19. | 8. Juni 1990 04:22                                                                                                   | Titan-4(05)A | K-4 | Intruder 1A, 1B, 1C (USA 60–62) SLDCOM 1 (USA 59)                                                                    | drei Aufklärungssatelliten militärischer Kommunikationssatellit                                                      | LEO | Erfolg |
| 20. | 13. November 1990 00:37                                                                                              | Titan-4(02)A/IUS | K-6/IUS-6 | DSP-15 (USA 65) | Aufklärungssatellit                                                                                                  | GEO | Erfolg |
| 1994 | | | | | | | |
| 21. | 3. Mai 1994 15:55 | Titan-4(01)A/Centaur-T                                                                                               | K-7/TC-10 | Trumpet 1 (USA 103)                                                                                                  | Aufklärungssatellit                                                                                                  | Molnija | Erfolg |
| 22. | 27. August 1994 08:58                                                                                                | Titan-4(01)A/Centaur-T                                                                                               | K-9/TC-11 | Mercury 14 (USA 105)                                                                                                 | Aufklärungssatellit                                                                                                  | GEO | Erfolg |
| 1995 | | | | | | | |
| 23. | 10. Juli 1995 12:38                                                                                                  | Titan-4(01)A/Centaur-T                                                                                               | K-19/TC-8 | Trumpet 2 (USA 112)                                                                                                  | Aufklärungssatellit                                                                                                  | Molnija | Erfolg |
| 1996 | | | | | | | |
| 24. | 24. April 1996 23:37                                                                                                 | Titan-4(01)A/Centaur-T                                                                                               | K-16/TC-15 | Mercury 15 (USA 118)                                                                                                 | Aufklärungssatellit                                                                                                  | GEO | Erfolg |
| 1997 | | | | | | | |
| 25. | 8. November 1997 02:05                                                                                               | Titan-4(01)A/Centaur-T                                                                                               | K-20/TC-16 | Trumpet 3 (USA 136)                                                                                                  | Aufklärungssatellit                                                                                                  | Molnija | Erfolg |
| 1998 | | | | | | | |
| 26. | 12. August 1998 11:30                                                                                                | Titan-4(01)A/Centaur-T                                                                                               | K-17/TC-9 | Mercury 16 | Aufklärungssatellit                                                                                                  | GEO | Fehlschlag Zurücksetzen des Bordcomputers nach Kurzschluss führt zu Kursabweichung und Zerbrechen der Rakete b. T+40 |
| 1999 | | | | | | | |
| 27. | 9. April 1999 17:01                                                                                                  | Titan-4(02)B/IUS | K-6/IUS-6 | DSP-19 (USA 142) | Aufklärungssatellit                                                                                                  | GEO | Teilerfolg Fehler bei IUS-Stufentrennung. Erreichter Orbit: Geotransferbahn                                          |

### Atlas-V- und Vulcan-Starts
Stand: 31. Dezember 2024
| Start Nr. | Startdatum (UTC) | Raketentyp | S/N | Nutzlast | Art der Nutzlast | Umlaufbahn 1 | Anmerkungen |
| 2002 – 2003 – 2004 – 2005 – 2006 – 2007 – 2008 – 2009 – 2010 – 2012 – 2013 – 2014 – 2015 – 2016 – 2017 – 2018 – 2019 – 2020 – 2021 – 2022 – 2023 – 2024 | 2002 – 2003 – 2004 – 2005 – 2006 – 2007 – 2008 – 2009 – 2010 – 2012 – 2013 – 2014 – 2015 – 2016 – 2017 – 2018 – 2019 – 2020 – 2021 – 2022 – 2023 – 2024 | 2002 – 2003 – 2004 – 2005 – 2006 – 2007 – 2008 – 2009 – 2010 – 2012 – 2013 – 2014 – 2015 – 2016 – 2017 – 2018 – 2019 – 2020 – 2021 – 2022 – 2023 – 2024 | 2002 – 2003 – 2004 – 2005 – 2006 – 2007 – 2008 – 2009 – 2010 – 2012 – 2013 – 2014 – 2015 – 2016 – 2017 – 2018 – 2019 – 2020 – 2021 – 2022 – 2023 – 2024 | 2002 – 2003 – 2004 – 2005 – 2006 – 2007 – 2008 – 2009 – 2010 – 2012 – 2013 – 2014 – 2015 – 2016 – 2017 – 2018 – 2019 – 2020 – 2021 – 2022 – 2023 – 2024 | 2002 – 2003 – 2004 – 2005 – 2006 – 2007 – 2008 – 2009 – 2010 – 2012 – 2013 – 2014 – 2015 – 2016 – 2017 – 2018 – 2019 – 2020 – 2021 – 2022 – 2023 – 2024 | 2002 – 2003 – 2004 – 2005 – 2006 – 2007 – 2008 – 2009 – 2010 – 2012 – 2013 – 2014 – 2015 – 2016 – 2017 – 2018 – 2019 – 2020 – 2021 – 2022 – 2023 – 2024 | 2002 – 2003 – 2004 – 2005 – 2006 – 2007 – 2008 – 2009 – 2010 – 2012 – 2013 – 2014 – 2015 – 2016 – 2017 – 2018 – 2019 – 2020 – 2021 – 2022 – 2023 – 2024                            |
| 2002 | 2002 | 2002 | 2002 | 2002 | 2002 | 2002 | 2002 |
| --- | --- | --- | --- | --- | --- | --- | --- |
| 28. | 21. August 2002 22:05 | Atlas V 401 | AV-001 | Hot Bird 6 | Kommunikationssatellit | GTO | Erfolg |
| 2003 | | | | | | | |
| 29. | 13. Mai 2003 22:10 | Atlas V 401 | AV-002 | Hellas Sat 2 | Kommunikationssatellit | GTO | Erfolg |
| 30. | 17. Juli 2003 23:45 | Atlas V 521 | AV-003 | Rainbow 1 | Kommunikationssatellit | GTO | Erfolg |
| 2004 | | | | | | | |
| 31. | 17. Dezember 2004 12:07 | Atlas V (521) | AV-005 | AMC-16 | Kommunikationssatellit | GTO | Erfolg |
| 2005 | | | | | | | |
| 32. | 11. März 2005 21:42 | Atlas V 431 | AV-004 | Inmarsat-4 F1 | Kommunikationssatellit | GTO | Erfolg |
| 33. | 12. August 2005 11:43 | Atlas V 401 | AV-007 | Mars Reconnaissance Orbiter | Marssonde | Fluchtbahn | Erfolg |
| 2006 | | | | | | | |
| 34. | 19. Januar 2006 19:00 | Atlas V 551 | AV-010 | New Horizons | Raumsonde zum Pluto und Kuipergürtel | Fluchtbahn | Erfolg verfügte über eine zusätzliche Star-48B-Oberstufe zur weiteren Beschleunigung                                                                                               |
| 35. | 20. April 2006 20:27 | Atlas V 411 | AV-008 | Astra 1KR | Kommunikationssatellit | GTO | Erfolg |
| 2007 | | | | | | | |
| 36. | 9. März 2007 03:10 | Atlas V 401 | AV-013 | ASTRO NEXTSat STPSat 1 CFESat MidSTAR 1 FalconSat 3 MEPSI 4A, 4B                                                                                        | milit. Experimentalsatelliten | LEO | Erfolg |
| 37. | 15. Juni 2007 15:12 | Atlas V 401 | AV-009 | NROL-30 (Intruder 8A, 8B) | zwei Spionagesatelliten | LEO | Teilerfolg Aufgrund eines Fehlers der Centaur-Stufe wird eine niedrigere Umlaufbahn als vorgesehen erreicht. Nutzlast kann aber mit eigenem Antrieb den geplanten Orbit erreichen. |
| 2008 | | | | | | | |
| 38. | 14. April 2008 20:12 | Atlas V 421 | AV-014 | ICO-G1 | Kommunikationssatellit | GTO | Erfolg |
| 2009 | | | | | | | |
| 39. | 4. April 2009 00:31 | Atlas V 421 | AV-016 | WGS-2 | milit. Kommunikationssatellit | GTO | Erfolg |
| 40. | 18. Juni 2009 21:32 | Atlas V 401 | AV-020 | LRO, LCROSS | zwei Mondsonden | Fluchtbahn | Erfolg |
| 41. | 8. September 2009 21:35 | Atlas V 401 | AV-018 | USA 207 | milit. Kommunikationssatellit | GTO | Erfolg |
| 42. | 23. November 2009 06:55 | Atlas V 431 | AV-024 | Intelsat 14 | Kommunikationssatellit | GTO | Erfolg |
| 2010 | | | | | | | |
| 43. | 11. Februar 2010 15:23 | Atlas V 401 | AV-021 | Solar Dynamics Observatory | Sonnenobservatorium | GTO | Erfolg |
| 44. | 22. April 2010 23:52 | Atlas V 501 | AV-012 | X-37B OTV-1 | experimentelles Raumflugzeug | LEO | Erfolg |
| 45. | 14. August 2010 11:07 | Atlas V 531 | AV-019 | AEHF-1 | milit. Kommunikationssatellit | GTO | Erfolg |
| 2011 | | | | | | | |
| 46. | 5. März 2011 22:46 | Atlas V 501 | AV-026 | X-37B OTV-2 | experimentelles Raumflugzeug | LEO ? | Erfolg |
| 47. | 7. Mai 2011 18:10 | Atlas V 401 | AV-022 | SBIRS-GEO 1 | Frühwarnsatellit | GTO | Erfolg |
| 48. | 5. August 2011 16:25 | Atlas V 551 | AV-029 | Juno | Raumsonde zum Jupiter | Fluchtbahn | Erfolg |
| 49. | 26. November 2011 15:02 | Atlas V 541 | AV-028 | Curiosity (Mars Science Laboratory) | Marsrover | Fluchtbahn | Erfolg |
| 2012 | | | | | | | |
| 50. | 24. Februar 2012 22:15 | Atlas V 551 | AV-030 | MUOS-1 | milit. Kommunikationssatellit | GTO | Erfolg |
| 51. | 4. Mai 2012 18:42 | Atlas V 531 | AV-031 | AEHF-2 | milit. Kommunikationssatellit | GTO | Erfolg |
| 52. | 20. Juni 2012 12:28 | Atlas V 401 | AV-023 | NROL-38 (Quasar 18) | Aufklärungssatellit | GEO | Erfolg |
| 53. | 30. August 2012 08:05 | Atlas V 401 | AV-032 | Radiation Belt Storm Probes | zwei Forschungssatelliten | HEO | Erfolg |
| 54. | 11. Dezember 2012 18:03 | Atlas V 501 | AV-034 | X-37B OTV-3 | experimentelles Raumflugzeug | LEO ? | Erfolg |
| 2013 | | | | | | | |
| 55. | 31. Januar 2013 01:48 | Atlas V 401 | AV-036 | TDRS-K | milit. Kommunikationssatellit | GTO | Erfolg |
| 56. | 19. März 2013 21:21 | Atlas V 401 | AV-037 | SBIRS-GEO 2 | Frühwarnsatellit | GTO | Erfolg |
| 57. | 15. Mai 2013 21:38 | Atlas V 401 | AV-039 | GPS-2F 4 | Navigationssatellit | GPS-Orbit | Erfolg |
| 58. | 19. Juli 2013 13:00 | Atlas V 551 | AV-040 | MUOS-2 | milit. Kommunikationssatellit | GTO | Erfolg |
| 59. | 18. September 2013 08:10 | Atlas V 531 | AV-041 | AEHF-3 | milit. Kommunikationssatellit | GTO | Erfolg |
| 60. | 18. November 2013 18:28 | Atlas V 401 | AV-038 | MAVEN | Marssonde | Fluchtbahn | Erfolg |
| 2014 | | | | | | | |
| 61. | 24. Januar 2014 02:33 | Atlas V 401 | AV-042 | TDRS-L | milit. Kommunikationssatellit | GTO | Erfolg |
| 62. | 10. April 2014 17:45 | Atlas V 541 | AV-045 | NROL-67 | Aufklärungssatellit | GTO | Erfolg |
| 63. | 22. Mai 2014 13:09 | Atlas V 401 | AV-046 | NROL-33 | milit. Kommunikationssatellit | GTO | Erfolg |
| 64. | 2. August 2014 03:23 | Atlas V 401 | AV-048 | GPS-2F 7 | Navigationssatellit | GPS-Orbit | Erfolg |
| 65. | 17. September 2014 00:10 | Atlas V 401 | AV-049 | CLIO (USA 257) | Aufklärungssatellit | GTO | Erfolg |
| 66. | 29. Oktober 2014 17:21 | Atlas V 401 | AV-050 | GPS-2F 8 | Navigationssatellit | GPS-Orbit | Erfolg |
| 67. | 13. Dezember 2014 03:19 | Atlas V 541 | AV-051 | NROL-35/SBIRS-HEO 3 | Aufklärungssatellit | HEO | Erfolg |
| 2015 | | | | | | | |
| 68. | 21. Januar 2015 01:04 | Atlas V 551 | AV-052 | MUOS-3 | milit. Kommunikationssatellit | GTO | Erfolg |
| 69. | 13. März 2015 02:44 | Atlas V 421 | AV-053 | Magnetospheric Multiscale Mission | vier Forschungssatelliten | GTO | Erfolg |
| 70. | 20. Mai 2015 15:05 | Atlas V 501 | AV-054 | AFSPC-5: X-37 OTV-4 Elana 11 | experimentelles Raumflugzeug elf Kleinsatelliten | LEO | Erfolg |
| 71. | 15. Juli 2015 15:36 | Atlas V 401 | AV-055 | GPS-2F 10 | Navigationssatellit | GPS-Orbit | Erfolg |
| 72. | 2. September 2015 10:18 | Atlas V 551 | AV-056 | MUOS-4 | milit. Kommunikationssatellit | GTO | Erfolg |
| 73. | 2. Oktober 2015 10:28 | Atlas V 421 | AV-059 | Morelos 3 | Kommunikationssatellit | GTO | Erfolg |
| 74. | 31. Oktober 2015 16:13 | Atlas V 401 | AV-060 | GPS-2F 11 | Navigationssatellit | GPS-Orbit | Erfolg |
| 75. | 5. Dezember 2015 21:44 | Atlas V 401 | AV-061 | Cygnus OA-4 Elana 9 | Versorgungsflug zur ISS drei Cubesats | LEO | Erfolg |
| 2016 | | | | | | | |
| 76. | 5. Februar 2016 13:38 | Atlas V 401 | AV-057 | GPS-2F 12 | Navigationssatellit | GPS-Orbit | Erfolg |
| 77. | 23. März 2016 03:05 | Atlas V 401 | AV-064 | Cygnus OA-6 | Versorgungsflug zur ISS | LEO | Erfolg |
| 78. | 24. Juni 2016 14:30 | Atlas V 551 | AV-063 | MUOS-5 | milit. Kommunikationssatellit | GTO | Erfolg |
| 79. | 28. Juli 2016 12:37 | Atlas V 421 | AV-065 | NROL-61 (USA 269) | milit. Kommunikationssatellit | GEO | Erfolg |
| 80. | 8. September 2016 23:05 | Atlas V 411 | AV-067 | OSIRIS-REx | Raumsonde | Fluchtbahn | Erfolg |
| 81. | 19. November 2016 23:42 | Atlas V 541 | AV-069 | GOES-R (GOES-16) | Wettersatellit | GTO | Erfolg |
| 82. | 18. Dezember 2016 19:13 | Atlas V 431 | AV-071 | EchoStar 19 | Kommunikationssatellit | GTO | Erfolg |
| 2017 | | | | | | | |
| 83. | 21. Januar 2017 00:42 | Atlas V 401 | AV-066 | SBIRS-GEO 3 | Frühwarnsatellit | GTO | Erfolg |
| 84. | 18. April 2017 15:11 | Atlas V 401 | AV-070 | Cygnus OA-7 Elana 17 | Versorgungsflug zur ISS 39 Cubesats | LEO | Erfolg |
| 85. | 18. August 2017 12:29 | Atlas V 401 | AV-074 | TDRS-M | milit. Kommunikationssatellit | GTO | Erfolg |
| 86. | 24. September 2017 05:49 | Atlas V 541 | AV-072 | NROL-42/SBIRS-HEO 4 | Aufklärungssatellit | HEO | Erfolg |
| 87. | 15. Oktober 2017 07:28 | Atlas V 421 | AV-075 | NROL-52 (USA 279) | milit. Kommunikationssatellit | GEO | Erfolg |
| 2018 | | | | | | | |
| 88. | 20. Januar 2018 00:48 | Atlas V 411 | AV-076 | SBIRS-GEO 4 | Frühwarnsatellit | GTO | Erfolg |
| 89. | 1. März 2018 22:02 | Atlas V 541 | AV-077 | GOES-S (GOES-17) | Wettersatellit | GTO | Erfolg |
| 90. | 14. April 2018 23:13 | Atlas V 551 | AV-079 | AFSPC-11 | milit. Satellitenmission | GEO | Erfolg |
| 91. | 17. Oktober 2018 04:15 | Atlas V 551 | AV-073 | AEHF-4 | milit. Kommunikationssatellit | GTO | Erfolg |
| 2019 | | | | | | | |
| 92. | 8. August 2019 10:13 | Atlas V 551 | AV-083 | AEHF-5 TDO-1 | milit. Kommunikationssatellit Experimentalsatellit | GTO HEO | Erfolg |
| 93. | 20. Dezember 2019 11:36 | Atlas V N22 | AV-080 | Boe-OFT | unbemannter Testflug des CST-100 | suborbital | Erfolg Fehlerfreier Raketenstart; ein Softwarefehler des Raumschiffs verhinderte danach einen Flug zur ISS.                                                                        |
| 2020 | | | | | | | |
| 94. | 10. Februar 2020 04:03 | Atlas V 411 | AV-087 | Solar Orbiter | Sonnenforschungssonde | Fluchtbahn | Erfolg |
| 95. | 26. März 2020 20:18 | Atlas V 551 | AV-086 | AEHF-6 TDO-2 | milit. Kommunikationssatellit Experimentalsatellit | GTO HEO | Erfolg |
| 96. | 17. Mai 2020 13:14 | Atlas V 501 | AV-081 | X-37B OTV-6 FalconSat 8 | experimentelles Raumflugzeug Experimentalsatellit | LEO | Erfolg |
| 97. | 30. Juli 2020 12:50 | Atlas V 541 | AV-088 | Mars 2020 Rover Mission | Marsrover und -helikopter | Fluchtbahn | Erfolg |
| 98. | 13. November 2020 22:32 | Atlas V 541 | AV-090 | NROL-101 | militärischer Satellit | MEO | Erfolg |
| 2021 | | | | | | | |
| 99. | 18. Mai 2021 17:37 | Atlas V 421 | AV-091 | SBIRS-GEO 5 TDO-3 & -4 | Frühwarnsatellit zwei Experimentalsatelliten | GTO HEO | Erfolg |
| 100. | 16. Oktober 2021 09:34 | Atlas V 421 | AV-096 | Lucy | Raumsonde | Fluchtbahn | Erfolg |
| 101. | 7. Dezember 2021 10:19 | Atlas V 551 | AV-093 | STP-3: STPSat 6 LDPE-1 Ascent | drei Experimentalsatelliten | GEO | Erfolg |
| 2022 | | | | | | | |
| 102. | 21. Januar 2022 19:00 | Atlas V 511 | AV-084 | GSSAP-5 & -6 | zwei Weltraumüberwachungssatelliten | GEO | Erfolg |
| 103. | 1. März 2022 21:38 | Atlas V 541 | AV-095 | GOES-T (GOES-18) | Wettersatellit | GTO | Erfolg |
| 104. | 19. Mai 2022 22:54 | Atlas V N22 | AV-082 | Orbital Flight Test-2 | unbemannter Testflug des CST-100 | suborbital | Erfolg |
| 105. | 1. Juli 2022 23:15 | Atlas V 541 | AV-094 | USSF-12: WFOV-T (USA 332) USSF-12 Ring (USA 333) USA 337                                                                                                | Frühwarnsatellit Experimentalsatellit | GEO | Erfolg |
| 106. | 4. August 2022 10:29 | Atlas V 421 | AV-097 | SBIRS-GEO 6 | Frühwarnsatellit | GTO | Erfolg |
| 107. | 4. Oktober 2022 21:36 | Atlas V 531 | AV-099 | SES-20 SES-21 | zwei Kommunikationssatelliten | GTO | Erfolg |
| 2023 | | | | | | | |
| 108. | 10. September 2023 12:47 | Atlas V 551 | AV-102 | NROL-107 („SILENTBARKER“) | Weltraumüberwachung | GEO | Erfolg |
| 109. | 6. Oktober 2023 18:06 | Atlas V 501 | AV-104 | Kuipersat P1 & P2 | zwei Kommunikationssatelliten | LEO | Erfolg |
| 2024 | | | | | | | |
| 110. | 8. Januar 2024 07:18 | Vulcan VC2S | V-001 | Peregrine Mission One | Mondlander | HEO | Erfolg Erstflug der Vulcan |
| 111. | 5. Juni 2024 | Atlas V N22 | AV-085 | Boe-CFT | bemannte ISS-Mission | suborbital | Erfolg |
| 112. | 30. Juli 2024 | Atlas V 551 | AV-101 | | | | Erfolg |
| 113. | 4. Oktober 2024 | Vulcan VC2S | V-002 | | | | Erfolg |